# Borgo di Medway
Medway è un borgo e un’autorità unitaria della contea cerimoniale del Kent, Inghilterra, Regno Unito, con sede a Strood.
L'autorità fu creata come distretto con il Local Government Act 1972, il 1º aprile 1974 dalla fusione della Città di Rochester, del Borgo di Chatham e parte del Distretto rurale di Strood. Nel 1998 Gillingham (esterna al distretto iniziale) e Rochester-upon-Medway (come era stato rinominato il distretto) furono unite nel Borough of Medway Towns (poi rinominato Medway Borough), che divenne un'autorità unitaria indipendente dal Kent.

## Località e parrocchie
I maggiori insediamenti del distretto sono:
- Strood
- Rochester
- Chatham
- Gillingham
- Rainham

Esistono altri villaggi come Borstal, Brompton, Chattenden, Frindsbury, Hempstead, Lordswood, Luton, St Mary's Island, Twydall, Wainscott, Walderslade e Wigmore.
Le parrocchie, che non interessano l'area di Rochester, Gillingham e Chatham, sono:
- Allhallows
- Cliffe and Cliffe Woods (come "Cliffe")
- Cooling
- Cuxton
- Frindsbury Extra
- Halling
- High Halstow
- Hoo St Werburgh
- Isle of Grain
- St Mary Hoo
- Stoke

## Amministrazione

### Gemellaggi
- Valenciennes, dal 1955
- Yokosuka
- Itō
- Cadice